# دور الإنزيمات الحالة للبروتين في تولد الأوعية
يشير تولد الأوعية الدموية إلى عملية تشكيل أوعية دموية جديدة من الأوعية الدموية الموجودة. وهذه العملية معقدة جدًا وتنطوي على تفاعلات واسعة النطاق بين الخلايا والعوامل الذائبة والمطرق خارج الخلايا. يعد تكوين الأوعية أمرًا بالغ الأهمية خلال التطور الفيزيولوجي الطبيعي، ويحدث عند البالغين في سياق الالتهابات والتئام الجروح ونقص التروية، وفي الحالات المرضية كالتهاب المفاصل الروماتويدي والورم الوعائي والنمو الورمي. التحلل البروتيني من الأنشطة الأولى والأكثر استدامة ضمن عملية تكوين أوعية دموية جديدة. وتشارك الكثير من الإنزيمات الحالة للبروتين (البروتيازات) في تكوين الأوعية ومنها ميتالوبروتياز المادة الخلالية ونطاق إيه دي إي إم (نطاق آدم)، ونطاق إيه دي إيه إم تي إس (نطاق آدمتس)، وبروتياز السيستين والسيرين. تركز هذه المقالة على الأدوار المهمة والمتنوعة التي تؤديها هذه البروتيازات في تنظيم تولد الأوعية.

## ميتالوبروتياز المادة الخلالية
يشير ميتالوبروتياز المادة الخلالية إلى عائلة كبيرة متعددة الجينات من إنزيمات الببتيداز الداخلية المعتمدة على الزنك. تستطيع عائلة ميتالوبروتياز المادة الخلالية بكاملها تحطيم جميع الجزيئات الكبيرة المعروفة في المطرق خارج الخلايا. ينظم نشاط ميتالوبروتياز المادة الخلالية على مستوى النسخ وما بعد الترجمة عن طريق الانقسام البروتيني، من خلال مثبطات داخلية المنشأ تعرف باسم مثبطات الميتالوبروتياز النسيجية. جرى التحقق من دور ميتالوبروتياز المطرق ومثبطاته النسيجية في الكثير من الحالات المرضية كتكوين الأوعية الدموية والنمو الورمي والانتشار الورمي ووصفت بشكل جيد.
تضم ميتالوبروتيازات المطرق خارج الخلوي خمس نطاقات محفوظة/أنماط تسلسلية:
1. تسلسل ببتيد الإشارة، الذي يوجه الإنزيم إلى الشبكة الداخلية الخشنة خلال التركيب.
2. نطاق بروببتيد (طليعة الببتيد)، الذي يُشق لتنشيط الإنزيم.
3. النطاق الحفّاز، الذي يحتوي على منطقة ربط لشوارد الزنك المحفوظة ويتواسط نشاط الإنزيم.
4. نطاق هيموبكسين، المسؤول عن نوعية الركيزة.
5. منطقة مفصلية صغيرة، تسمح لنطاق هيموبكسين بجلب الركيزة إلى النواة النشطة للنطاق الحفاز.

توجد أيضًا عائلة فرعية من ميتالوبروتيازات المطرق، تسمى ميتالوبروتيازات المادة الخلالية من النمط الغشائي، وتضم نطاقًا إضافيًا عابرًا للغشاء ونطاقًا سيتوبلازميًا قصيرًا. بعد تنشيط ميتالوبروتياز المادة الخلالية عن طريق إزالة نطاق بروببتيد، يُنظم نشاطها بواسطة ميتالوبروتياز المادة الخلالية من النمط الغشائي. تثبط هذه البروتيازات بشكل عكوس نشاط ميتالوبروتياز المادة الخلالية. حُدد حتى الآن أربعة أفراد من العائلة، مرقمة من واحد إلى أربعة. تحتوي جميع ميتالوبروتيازات المادة الخلالية من النمط الغشائي اثنتي عشرة وحدة سيستين محفوظة، تشكل ستة روابط ثنائي كبريتيد. النطاقات الطرفية (سي) متنوعة للغاية وتوجهها نوعيتها نحو أهداف الميتالوبروتيازيات المفضلة.

## إيه دي إيه إم/إيه دي إيه إم تي إس
تتكون عائلة إيه دي إيه إم (آدم) من مجموعة بروتينات مندمجة بالغشاء بالإضافة إلى البروتينات السكرية المفرَزة المرتبطة بميتالوبروتياز سموم الثعابين وميتالوبروتياز المادة الخلالية. وبشكل مشابه لميتالوبروتياز المادة الخلالية، تتكون بروتينات آدم من عدد من النطاقات المحفوظة. وتحتوي على بروببتيد وميتالوبروتياز ونطاقات شبيه بديسينتغرين ونطاقات غنية بالسيستين ونطاقات عامل نمو بشروي، ولوحظت اختلافات في تكوين النطاقات في الكائنات الحية غير الحيوانية. تحتوي بروتينات آدم المثبتة على الغشاء نطاقًا عابرًا للغشاء ونطاقًا سيتوبلازميًا. وُصفت النطاقات الواردة في عائلة آدم، وكُشفت أدوارها الوظيفية والهيكلية. تحتوي بروتينات آدم على تسلسل مشترك يضم ثلاث وحدات هيستيدين ترتبط بشاردة الزنك الضرورية للنشاط الحفّازي. يُزال البروببتيد بعملية انقسام (شق) يتواسطها بروتياز من نوع فورين وينتج عن ذلك تنشيط الإنزيم. يُزال البروببتيد من معظم ميتالوبروتيازات المادة الخلالية التي تخضع للانقسام بواسطة بروتيازات مثل تربسين وبلازمين وكيموتريبسين وغيرها من ميتالوبروتيازات المادة الخلالية. وتشارك بروتينات آدم في مجموعة واسعة من عمليات إعادة تشكيل سطح الخلية، بما في ذلك إزالة النطاق الخارجي وتنظيم توافر عامل النمو وتواسط تفاعلات المطرق الخلوي. كُشف حديثًا البروتينان 15 و17 من هذه العائلة في الخلايا البطانية.
بروتينات إيه دي إيه إم تي إس (آدمتس) هي عائلة فرعية من الميتالوبروتيازات تشبه بروتينات آدم، وتضم شكلًا واحدًا على الأقل من تسلسل ثرومبوسبوندين من النوع الأول. تُفرز هذه البروتينات، ويسهل تسلسل ثرومبوسبوندين بقائها في موقعها في المطرق لتكون على مقربة من ركائزها. من الناحية الوظيفية، يمكن تقسيم آدمتس إلى ثلاث مجموعات: بروكولاجين أمينوببتيداز وأغريكاناز وآدمتس 13 التي تشق عامل فون ويلبراند. وعلى عكس ميتالوبروتياز المادة الخلالية، يكون الميتالوبروتياز العابر للغشاء السيتوبلازمي أكثر انتقائية في قدرته على تثبيط بروتينات آدم وآدمتس. تستطيع مثبطات الميتالوبروتياز النسيجية تثبيط آدم 17 وآدم 12 وكذلك آدمتس 4 وآدمتس 5. البروتينان آدم 8 وآدم 9 غير قابلين للتثبيط بتأثير مثبطات الميتالوبروتياز النسيجية.

## الإنزيمات الأخرى الحالة للبروتين
حُددت الكثير من الفئات الإضافية من الإنزيمات التي تسهل تكوين الأوعية. وتشمل البروتياز من نوع سيرين وأسبارتيك وسيستين. البروتياز المميز من عائلة بروتيازات السيرين هو نظام منشط البلازمينوجين-البلازمين، والذي ثبتت مشاركته في إعادة تشكيل الأوعية الدموية. منشط البلازمينوجين النسيجي، ومنشط البلازمينوجين أوروكيناز هما بروتيازا سيرين قادران على شق البلازمينوجين وتنشيطه. الشكل المنشط من البلازمينوجين، المسمى بلازمين، هو بروتياز يؤثر على مكونات المطرق خارج الخلوي المختلفة بما في ذلك الفيبرين والكولاجين واللامينين والفيبرونيكتين والبروتيوغليكان. ويستطيع البلازمين أيضًا تنشيط الكثير من ميتالوبروتيازات المادة الخلالية الأخرى.